# اشتایناخ (باواریا)
اشتایناخ (باواریا) (به آلمانی: Steinach, Bavaria) یک شهر در آلمان است که در بایرن واقع شده‌است.

## خصوصیات
اشتایناخ ۲۳٫۰۸ کیلومترمربع مساحت دارد ۳۴۸ متر بالاتر از سطح دریا واقع شده‌است.

## خواهرخوانده
شهر Steinach خواهرخواندهٔ اشتایناخ (باواریا) هست.